# فارس الذهبي
فارس الذهبي (5 يونيو 1979 -)، كاتب سوري مقيم في فرنسا. تخرج من المعهد العالي للفنون المسرحية في العام الدراسي 2000-2001.

## في الإخراج
-قام بإخراج واعداد أول عرض مسرحي لفرقة الدائرة المسرحية بعنوان "حالة محاضرة في دمشق وحلب واللاذقية وحمص...في عام 2003..من بطولة: سعد لوستان.

## مؤلفاته
- 1- اصدر عام 2003 مجموعته القصصية الأولى بعنوان «الريح والملح» عن دار كنعان \دمشق.[2]
- 2- مجموعته الثانية «تفسير الأحلام» صدرت عن دار ممدوح عدوان \دمشق.[3]
- طبعت مسرحيته ريح في أنطولوجيا تاريخ المسرح السوري ضمن مائة عام 2008.[4]
- 3- مولانا (مسرحية ) مسرحيتا..مولانا[5] وليلى والذئب [6]«ليلى والذئب»... الوحش في عيون الحسناء ليس متوحشاً!! | ...</ref>...فازتا بمنحة المورد الأدبي 2009 [www.almawreed.org] وطبعتا في دار ممدوح عدوان بنفس العام.
- 4- ريح..مسرحية..2009 ..أنطولوجيا المسرح السوري في 100 عام...
- 5- زفرة السوري الأخيرة - مسرحيتان من زمن الثورة 2013- دار الكتب خان القاهرة.
- 6- ضحك عابر في بلاد الحزن الدائم - قصص - دار الفكر للنشر - بيروت - 2021.[7]

- 7-طيران فوق عالم قذر ، مسرح العنف الفني، روايةمسرحية صدرت بالفرنسية ، دار يوروبيا ، 2023.
- 8- المصالحة - مسرحية- 2024
- {{https://www.france24.com/ar/%D8%A8%D8%B1%D8%A7%D9%85%D8%AC/%D8%AB%D9%82%D8%A7%D9%81%D8%A9/20221125-%D8%B7%D9%8A%D8%B1%D8%A7%D9%86-%D9%81%D9%88%D9%82-%D8%B9%D8%A7%D9%84%D9%85-%D9%82%D8%B0%D8%B1-%D8%AA%D8%AD%D9%84%D9%8A%D9%82-%D9%85%D8%B3%D8%B1%D8%AD%D9%8A-%D9%81%D9%88%D9%82-%D8%A7%D9%84%D9%80%D9%85%D8%A3%D8%B3%D8%A7%D8%A9-%D8%A7%D9%84%D8%B3%D9%88%D8%B1%D9%8A%D8%A9}}
- 9- "طباخ روحه"، نصوص مسرحية من مسرح العنف الفني، صدرت بالفرنسية عن دار يوروبيا، باريس، 2025.طباخ روحه، مسرحية ل فارس الذهبي

## المسرحيات
```
  تعتمد فرضية مسرح العنف الفني التي أسسها فارس الذهبي في فرنسا عام 2018، على إعادة إنتاج العنف المنتشر في الشرق الأوسط ومعالجته لاستخراج أسسه وأسبابه ومعالجتها في أعمال فنية تتسم بالقسوة والحب في ذات الوقت.
```

- 1- شيزوفرينيا...2002.
- 2- ريح.....2004.إخراج نائلة الأطرش [8] 'مولانا' و'ريح' لفارس الذهبي على مسارح أمريكا</ref>
- 3- ليلى والذئب...2005.[9] إخراج باسم عيسى...(جائزة أفضل ممثلة في مهرجان القاهرة التجريبي 2009.
- 4- يلا تنام ريما...مسرحية للأطفال..2005.
- 5- مرمر زماني...إخراج ماهر صليبي.
- 6- مولانا (مسرحية )...مهرجان بغداد المسرحي، مهرجان شبابيك في لندن إخراج عمار حاج أحمد 2013، مهرجان الأردن 2015 إخراج نبيل الخطيب[10] تمثيل حسني سلامة، الجولة الأوروبية تمثيل واخراج نوار بلبل باريس برلين فيينا 2018.[11]
- 7- زفرة السوري الأخيرة 2013.[12]
- 8-الساعد الأيسر.2015
- 9- صهيل الحصان العالي 2013.[13]
- 10 - طباخ روحه ، مسرحية ،قدمت في فرنسا ، 2021، تمثيل سوسن أرشيد، إخراج ايناس حقي .2021.
- 11- PAR-DELA UN MONDE IMMONDE - THEATRE FRANCE AVEC ALAINDOMANGET ET IBRAHIM RAMADAN https://lafureurdelire.leslibraires.fr/livre/22868493-par-dela-un-monde-immonde-theatre-de-violence--abdulrahman-khallouf-walid-salem-europia-productions

{{https://www.youtube.com/watch?v=nW8V-hmC0iE}}

## في السينما
- صديقي الاخير [14]... إخراج جود سعيد.
- جسر فيكتوريا الخفي .. إخراج مجموعة من المخرجين.
- "شارع العرب" ، إخراج غطفان غنوم، المؤسسة العامة للسينما في فنلندا.

شارك في العديد من المهرجانات المحلية والدولية.
- أخرج أكثرمن برنامج لصالح قناة أورينت كان آخرها برنامج أوتوغراف..(34 حلقة)
- السلسلة الوثائقية إغراء تتكلم..2009...عن حياة نجمة الإغراء السورية اغراء...قناة الأورينت.[15]

## الوثائقيات
- 1- محاولة.. عن الفنان السوري الراحل وليد قارصلي..1998..تعاون فني محمد قارصلي.
- الفيلم الوثائقي (عارية بلا خطيئة)..2010..إنتاج أورينت واستديو دمشق.102 دقيقة.
- الفيلم الوثائقي (ثرثرة فوق سفينة الحب) 2017 ستديو دمشق..55 دقيقة.
- الفيلم القصير (مقهى الموت) 2008 ..مؤسسة مييتيغ بوينت..12دقيقة، MEETING POINT.
- الفيلم الوثائقي " غابة الذكريات ، نزهة مع خيري الذهبي " تأليف وإخراج: فارس الذهبي ، 2023.

{{https://diffah.alaraby.co.uk/diffah/print//secondbank/2023/8/19/%D8%BA%D8%A7%D8%A8%D8%A9-%D8%A7%D9%84%D8%B0%D9%83%D8%B1%D9%8A%D8%A7%D8%AA-%D9%85%D8%B9-%D8%AE%D9%8A%D8%B1%D9%8A-%D8%A7%D9%84%D8%B0%D9%87%D8%A8%D9%8A-%D9%86%D8%B2%D9%87%D8%A9-%D9%85%D8%AD%D8%AA%D8%B4%D8%AF%D8%A9-%D8%A8%D8%A7%D9%84%D8%AD%D8%A8%D8%A7%D8%B1%D9%89-%D9%88%D8%A7%D9%84%D8%AD%D9%86%D9%8A%D9%86}}
شارك في العديد من المؤتمرات المسرحية في لبنان ومصر والأردن بصفة كاتب ومخرج مسرحي.
-شارك في عام 2004 في إقامة مسرحية مع مؤسسة «كتاب جوالون» الفرنسية
"ecritures vagabondes”بمشاركة عشرة كتاب من فرنسا، توجو، بلجيكا، كندا، العراق، لبنان، تونس...ونتج عنها قراءات لنصوصهم المسرحية في المدن السورية والفرنسية وبعدها ستطبع المسرحيات في سوريا وفرنسا.
• شارك بمسرحية ريح في مهرجان "hot ink" في نيويورك 2006 وعرضت المسرحية على مسرح جامعة نيويورك مع ممثلين أميركيين.
• نشرت له العديد من الصحف العربية مثل «الحياة، السفير، المستقبل، البعث، الثورة، تشرين، نزوى، الوطن، بلدنا، شبابلك» والعديد من المواقع الإلكترونية مثل «ألف، مدد، أصوات الشمال، أنا انسان»
• زاوية أسبوعية مع جريدة بلدنا
• شارك في العديد من المهرجانات والورش الثقافية مثل:
- مهرجان القاهرة المسرحي التجريبي 1999..2009
- مهرجان شمس بيروت 2000
- مهرجان فوانيس عمان 2000
- ورشة صفحة جديدة القاهرة 2004
- شارك في الإقامة التي أقامتها مؤسسة كتاب جوالون الفرنسية في مدينة حلب مع كتاب مسرح فرانكفونيين 2004 لمدة شهر ونتج عنها قراءات مسرحية في كل من دمشق حلب وباريس ومرسيليا..بالتعاون مع كل من أوليفييه بي OLIVIER PY ومحمد رشيد قاسمي.
- المورد الثقافي
- ورشة لحقوق الطفل والمرأة في عمان 2005
- ورشة الكتابة الأدبية للشباب المنامة 2006
- ورشة عمل حول الكتابة العربية الأميركية في نيويورك 2006 جامعة نيويورك تيش سكول.
- مهرجان الأفلام الوثائقية الدولي..أمستردام 2009..إدفا
- فاز نصه ريح في مسابقة لانتقاء نصوص من العالم في مهرجان hot ink في مدينة نيويورك حيث قدم العرض في نيويورك بالإنكليزية بحضور الكاتب من إخراج نائلة الأطرش.
```
-عمل كمدير فني لقناة 
تلفزيون المشرق
 2008 - 2010.
```

- مدير فني في شركة ستديو دمشق للإنتاج الفني.2006-2010.
- مدير راديو أورينت 2014-2017..
ويذكر أن الفنان فارس الذهبي هو ابن الروائي خيري الذهبي.